# Citroën C8
Citroën C8 är en minibussmodell som kommit till genom det så kallade Eurovansamarbetet. Den presenterades år 2002 och ersatte då Evasion. C8 delar en hel del tekniska lösningar med denna modell, men är hela 30 cm längre. Inredningen är flexibel och har 6-7 säten, beroende på modellvariant. En annorlunda detalj är den centrala, analoga instrumenteringen i en svagt ljusgrön ton med froststruktur. Fem motorer, varav två med dieseldrift, på mellan 2,0 och 2,9 liter, är tillgängliga. Av de fyra Eurovanmodellerna är C8 den mest sålda i Sverige.